# Луцьке князівство
Луцьке князівство — західне давньоукраїнське князівство династії Рюриковичів на території сучасної Волині з центром у місті Луцьку.

## Історія

### За перших князів
За Длуґошем в 1000 році Володимир I Великий заложив у Луцьку замок.
Першим удільним князем у Луцьку був Давид Святославич (і його син Святослав-Панкратій Давидович в чернецтві Микола Святоша), син Святослава II.
Він недовго княжив у своєму уділі.
В 1097 р. володимирський князь Давид Ігорович за допомогою половців позбавив Давида Святославовича Луцького уділу.
Після смерті Давида Ігоревича у 1112 році князівство перейшло до Володимира Мономаха та його нащадків.

### Князівство під владоюІзяславичів
В 1149 князь суздальський Юрій I Долгорукий позбавив князя Ізяслава II великокняжого столу в Києві і за деякий час рушив на Волинь.
Головним завданням він поставив собі здобуття Луцька. Шеститижнева облога міста Юрієві не вдалась.
Лучани під проводом Ізяславового брата Володимира боронилися хоробро.
В одному бої мало не загинув син Юрія — Андрій Боголюбський.
Оточений з усіх сторін, він врятувався лише завдяки своєму коневі, що відніс його від ворожих воїнів й впав мертвим.
Князь Андрій поховав його з честю над Стиром.
В 1154 році, коли княжив у Луцьку Мстислав Ізяславич, за намовою Юрія Долгорукого Луцьк взяли в облогу Ярослав Осмомисл і Володимир Мстиславич. Під час облоги Мстислав утік на чужину шукати допомоги й доручив оборону міста своєму братові Ярославові.
Князь Мстислав, ставши 1155 володимирським князем, залишив Луцьк надалі в руках Ярослава Ізяславовича.
Луцьк за цього князя (1155—1180) дуже розрісся та збагатів.
По смерти Ярослава (1180) Луцьке князівство було поділене на чотири частини між його синами: Всеволод дістав Луцьк, Інгвар — Дорогобуж, Мстислав — Пересопницю, а Ізяслав мабуть, Шумськ.
Князь Всеволод в 1180 воював з київським князем Святославом Всеволодовичем, а в 1183 брав участь в поході руських князів на половців.
Його наступником в Луцьку був брат Інгвар, а після нього Мстислав Німий, який вмираючи (1225) віддав свого сина Івана й свою землю під опіку князя Данила Романовича Галицького.
По смерти князя Івана (1227) Луцьк захопив Ярослав Інгварович, але того ж року, в Жядичині Данило Романович зустрівся з луцькими боярами, що були незадоволені Ярославом й просили Данила взяти Луцьк під свою владу. Зібравши в Володимирі дружину, Данило прибув під Луцьк, що гостинно відчинив йому свої ворота, і прилучив його до земель свого брата Василька Володимирського.

### Після татарської навали
Зимою 1259 року один з татарських ватажків Куремса облягав Луцьк, але захисне положення міста рятує його. Розлив ріки робив його неприступним. Два роки пізніше приходить на Волинь з великою силою новий татарський ватажок Бурундай та наказує Василькові знищити кілька замків, у тому числі й луцький; Василько це домагання виконав.
Князь Василько після смерті Данила (1264) віддає луцьку волость князеві Мстиславові, синові Данила Галицького. Князь Мстислав Данилович володів Луцьком, Дубном, Берестям, Белзом і іншими містами.
Після смерти Володимира Васильковича (1288) володимирський стіл зайняв Мстислав. Луцьк знову довший час не мав своїх князів.
Після смерті Юрія I князя володимирського в 1308 луцьку волость дістав молодший його син Лев II, що вмер біля 1323 року, він був останнім князем Луцька з руського роду.